# Spas-Diemiensk
Spas-Diemiensk (ros. Спас-Деменск) – miasto w Rosji, w obwodzie kałuskim, siedziba rejonu spas-diemienskiego. Ludność: 4896 (stan na 2010), 5296 (stan na 2002), 6239 (stan na 1989).
Spas-Diemiensk został po raz pierwszy wspomniany w 1494 roku jako osiedle Diemiensk. Otrzymał on swoją dzisiejszą nazwę w 1855 roku, a status miasta przyznano mu w 1917 roku.